# Mas`ûd II
Ghiyâth ad-Dunyâ wa ad-Dîn as-Sultân al-'A`zim Mas`ûd ben Kay-Kâwus, Gıyaseddin Mesud II ou Ghiyâth ad-Dîn Mas`ûd II est un sultan seldjoukide de Rum. Il est le fils de Kay Kâwus II et le successeur de son cousin Kay Khusraw III après son assassinat en 1284. Son règne est entièrement sous le signe de la rivalité avec un de ses neveux `Ala' ad-Dîn Kay Qubâdh jusqu'à la disparition du sultanat de Roum en 1307. Les deux rivaux, privés de pouvoir réel, ne sont que des vassaux des Mongols Houlagides (Ilkhâns) dont ils subissent l'instabilité.

## Remarque
C'est une période de troubles et de déliquescence du sultanat de Roum qui commence avec la mort de Kay-Khusraw III en 1284. Les sources sont floues et parfois contradictoires sur les événements de cette période. Il semble que Ghiyâth ad-Dîn Mas`ûd et `Ala' ad-Dîn Kay Qubâdh ont parfois revendiqué le titre de sultan simultanément comme en 1300/1301 (700 A.H.) où des monnaies portent l'un ou l'autre nom. Les dates des deux, trois, voire quatre périodes du règne de Mas`ûd II sont des plus imprécises. Il en va de même pour le règne de Kay Qubâdh formé d'une à quatre périodes selon les sources.
- Le dictionnaire Historique de l'islam[3], History of the Anatolian Seljuks[4] et Chronology of Anatolia[5] donnent :
  - Ghiyâth ad- ad-Dîn Mas`ûd II : quatre périodes (1282-1284) (1284-1292/3) (1294-1301) (1303-1305).
  - `Ala' ad-Dîn Kay Qubâdh III : quatre périodes (1284) (1293-1294) (1301-1303) (1305-1307)
  - Ghiyâth ad- ad-Dîn Mas`ûd III : fils de `Ala' ad-Dîn Kay Qubâdh en 1307

Cette chronologie est contradictoire avec l'assassinat de `Ala' ad-Dîn Kay Qubâdh par le sultan Ghazan Mahmud en 1303 qui semble avéré,.
- Le site arabe (ar) « السلاجقة/آل سلجوق/سلاجقة الروم/سلاجقة الأناضول, Les Seldjoukides de Roum / Seldjoukides d'Anatolie » donne :
  - Ghiyâth ad- ad-Dîn Mas`ûd II : quatre périodes (1282-1284) (1284-1293) (1294-1301) (1303-1307).
  - `Ala' ad-Dîn Kay Qubâdh III : trois périodes (1284) (1293-1294) (1301-1303)
  - Ghiyâth ad- ad-Dîn Mas`ûd III : fils de `Ala' ad-Dîn Kay Qubâdh en 1307.
- Celles qui sont retenues ici sont celle de l'article Anatolia de l'Encyclopædia Britannica, 2007[7].
  - Ghiyâth ad- ad-Dîn Mas`ûd II : deux périodes (1285-1298) et (1303-1308)
  - `Ala' ad-Dîn Kay Qubâdh III : une période (1298–1303). Il est mis à mort par le khan Mongol Ghazan.
  - Ghiyâth ad- ad-Dîn Mas`ûd III : fils de `Ala' ad-Dîn Kay Qubâdh après 1307.

## Biographie
Ghiyâth ad-Dîn Mas`ûd est le fils Kay Kâwus II et d'une Mongole qu'il a épousée pendant son séjour à la cour du khan de la Horde d'or Mengü Temür.
Kay Kâwus II a été déposé par Kılıç Arslan IV qui réunifie ainsi le sultanat en 1261. Après sa destitution, Kay Kawûs doit s'exiler avec sa famille en Crimée, à la cour du khan de la Horde d'or Mengü Temür. Le fils de Kılıç Arslan, Ghiyâth ad-Dîn Kay Khusraw III lui succède en 1265. 
Le très puissant vizir Mu`in ad-Dîn Suleyman « Pervâne » est assassiné en 1277 sur l'ordre de l'Ilkhan Abaqa. Après la mort de Pervane, Fakhr ad-Dîn `Alî Sahip Ata qui était déjà un vizir de Kay Kâwus II vers 1250, devient le nouveau vizir, il est surnommé le « bâtisseur ».
En 1278, Kay Kâwus, père de Ghiyâth ad-Dîn Mas`ûd, meurt en exil.  Ghiyâth ad-Dîn Mas`ûd s'autoproclame sultan de Roum depuis son exil en Crimée. L'Ilkhan de Perse Abaqa lui donne les villes de Sivas, Erzurum et Erzincan.
Vers 1280, les Mongols attribuent à `Ala' ad-Dîn Kay Qubâdh le gouvernement de la région de Karaman.
En 1283, l'État des Germiyanides (Germiyanoğullari) forme le noyau des futures principautés d'Aydın et de Sarukhan (près de Manisa).
En mars 1284, le sultan Ghiyâth ad-Dîn Kay-Khusraw III est assassiné à Erzincan sur ordre de l'Ilknan Ahmad Teküder à son retour d'une visite à la cour mongole. Ghiyâth ad-Dîn Kay Khusraw laisse deux jeunes fils mineurs.

### Premier règne (1284-1298)
En 1284, l'Ilkhan Ahmad Teküder désigne Ghiyâth ad-Dîn Mas`ûd comme successeur au titre de sultan de Roum. Peu après, Ahmad Teküder est détrôné par Arghoun. Arghoun divise le sultanat la partie Ouest revenant aux deux enfants de Ghiyâth ad-Dîn Kay-Khusraw en juin 1285. Leur mère est envoyée par pour gouverner la ville de Sivrihisar. L'aîné est tué  le 1er octobre 1285. Le plus jeune est envoyé à Aksaray auprès de la veuve de Kay Kâwus II. Il est probablement assassiné en janvier 1286. Tous ses rivaux potentiels éliminés, Mas`ûd est assuré du titre de sultan et il prend pour capitale Kayseri et non Konya en 1286.
À partir de 1286, Mas`ûd engage plusieurs campagnes contre les principautés turkmènes émergentes dans toute l'Anatolie, toujours avec le soutien des Mongols, voire avec des troupes mongoles. Il engage une campagne contre les Germiyanides. Il conduit cette campagne sous la tutelle du doyen du vizir Sahip Ata. Il rencontre alors le succès sur les champs de bataille. Les Germiyanides sont suffisamment mobiles pour rester une force significative dans la région. Mas`ûd mène des campagnes semblables contre les Karamanides (Karamanoğullari) et les Eşrefoğulları.
En 1291, l'Ilkhanide Ghaykhatou succède à son père Arghoun. Les Mongols interviennent directement pour remettre de l'ordre dans le sultanat (1291/92).
En 1295, l'Ilkhanide Ghaykhatou décède. Son cousin Baïdu lui succède pour peu de temps. Ghazan Mahmud un fils d'Arghoun lui succède. Pendant une campagne contre les Karamanides, le vizir Sahip Ata et Mas`ûd battent Kay Qubâdh et l'obligent à se réfugier en Cilicie arménienne.
En 1298 Mas`ûd doit se rendre à la capitale des Mongols, Tabriz, pour y demander de l'aide afin de reprendre le contrôle des Turkmènes qui continuent à s'installer en Anatolie. Mas`ûd est destitué, semble-t-il victime de la vengeance d'un de ses émirs dont il a fait tuer le père. Mas`ûd se retire en Arménie. Son neveu `Ala' ad-Dîn Kay Qubâdh entre dans Konya. Kay Qubâdh est désigné comme sultan par Ghazan Mahmud.

### Interrègne (1298-1303)
En 1303, `Ala' ad-Dîn Kay Qubâdh se trouve mêlé à un complot contre Ghazan Mahmud. Il est condamné à mort à Ispahan. La sentence n'est pas exécutée en raison de l'appartenance de son épouse à la noblesse mongole. Au cours de l'été, Kay Qubâdh meurt poignardé sur ordre de Ghazan Mahmud.

### Deuxième règne (1303-1307)
Après la mort d'`Ala' ad-Dîn Kay Qubâdh, Mas`ûd retrouve son titre de sultan de Roum. En 1304, l'Ilkhan Muhammed Kharbenach Oldjeïtou succède à son frère Ghazan Mahmud.
Vers 1307, Ghiyâth ad-Dîn Mas`ûd II meurt sans enfant ; son neveu, Ghiyâth ad-Dîn Mas`ûd III, fils aîné de Kay Qubâdh, prétend à sa succession, sans succès. Sa mort marque la fin symbolique du sultanat de Roum, alors simple fiction juridique. L'Anatolie est ensuite partagée entre des États éphémères aux frontières fluctuantes, les beylicats.